# Cavan Monaghan
Cavan Monaghan är en kommun (township) i den kanadensiska provinsen Ontario. Den ligger i Peterborough County, i den sydöstra delen av landet, 260 km sydväst om huvudstaden Ottawa. Antalet invånare var 8 829 2016.